# Xincas
Os xincas são um povo indígena da Mesoamérica cujas comunidades se situam no sul da Guatemala, próximo da fronteira com El Salvador e nas regiões montanhosas a norte desta. 
Falam a língua xinca, geralmente considerada uma língua isolada. 

## História
No século XVI o território dos xincas estendia-se desde a costa do Oceano pacífico até às montanhas de Jalapa. Em 1524 a região foi conquistada pelo império espanhol e muitos dos seus habitantes foram escravizados e obrigados a participar na conquista do actual território de El Salvador. 
Após 1575, o processo de extinção cultural dos xincas acelerou, sobretudo devido à sua deslocalização para outras regiões, que contribuiria também para o decréscimo do número de falantes da língua xinca. Uma das mais antigas referências conhecidas sobre esta língua data de 1769, atribuída ao arcebispo Pedro Cortez y Larraz, após uma visita à diocese de Taxisco.

## População
No censo nacional de 2002, um total de 16 000 indivíduos identificaram-se como xincas. Hoje em dia, após o início de um movimento revivalista liderado pelas duas principais organizações polítivcas xincas da Guatemala, cerca de 200 000 indivíduos  em nove comunidades, identificam-se como xincas.